# ジュールス・アーヴィング
ジュールス・アーヴィング（Jules Irving, 1925年4月13日 - 1979年7月28日）は、アメリカ合衆国の映画監督、俳優。

## 作品
- 私は殺していない
- めまい-ある愛の記憶
- 疑惑の柩